# Cruzeiro Seixas

1º Estudo para futuros encontros, 1954, grafite e guache sobre papel, 22,7 x 26,5 cm

Cruzeiro Seixas, de nome completo Artur Manuel Rodrigues do Cruzeiro Seixas GOSE (Amadora, 3 de dezembro de 1920 – Lisboa, 8 de novembro de 2020), foi um "homem que pinta" (a designação de pintor aborrecia-o) e poeta português.
Cruzeiro Seixas foi amigo de Mário Cesariny.

## Biografia / Obra
Frequentou a Escola António Arroio, onde fez amizade com  Mário Cesariny, Marcelino Vespeira, Júlio Pomar e Fernando Azevedo.
Em meados da década de 1940 aproxima-se do neorrealismo, de que se afasta quando adere aos princípios do surrealismo. Juntamente com Mário Cesariny, António Maria Lisboa, Carlos Calvet, Pedro Oom e Mário-Henrique Leiria, entre outros, integra o grupo Grupo Surrealista de Lisboa, resultante da cisão do recém formado movimento surrealista português. Participa na exposição desse grupo em 1949 (1ª exposição dos Surrealistas, Lisboa).
Em 1950 alista-se na Marinha Mercante e viaja até África, Índia e Ásia. Em 1951 fixa-se em Angola, desenvolvendo atividade no Museu de Luanda. Data desse tempo o início da sua produção poética. Realiza as primeiras exposições individuais, que levantam um acalorado movimento de opinião (a primeira de desenhos sobre a evocação de Aimé Cesaire, em 1953; a segunda principalmente de «objectos» e «colagens», 1957).
Regressa a Portugal em 1964. Em 1966 é convidado por Natália Correia a ilustrar a célebre obra Antologia de Poesia Portuguesa Erótica e Satírica.
Recebe uma bolsa da Fundação Calouste Gulbenkian em 1967. Nesse mesmo ano realiza uma pequena retrospetiva na Galeria Buchholz (com folha volante de Pedro Oom e prefácio de Rui Mário Gonçalves) e expõe na Galeria Divulgação, Porto.  Em 1970 expõe individualmente na Galeria de S. Mamede, Lisboa, um conjunto de desenhos "de uma imagética cruel, ilustrações possíveis de Lautréamont". 
Trabalha como programador nas Galerias 111 e São Mamede, Lisboa. Viaja pela Europa; entra em contacto com membros do surrealismo internacional. Radica-se no Algarve na década de 1980, trabalhando como programador de diversas galerias. Colabora em revistas internacionais ligadas ao surrealismo, a que sempre se manteve fiel. Apesar de ter vendido muitas obras antes do 25 de Abril, Cruzeiro Seixas foi literalmente espoliado por um dos seus secretários, que se apoderou de grande parte dos seus quadros e do produto das vendas. O pintor relata que o outro lhe dizia: “Ó Cruzeiro Seixas, hoje foi um dia formidável, consegui fazer tanto dinheiro que comprei uma casa para mim no Algarve e comprei um carro em segunda mão para si.”
O traço certeiro de Cruzeiro Seixas, "de limites apurados e atmosferas de vertigem […] edifica um mundo desolador em que a face onírica e literária não esconde a violência do conjunto, destruindo toda a possibilidade de quietude". Mas essa noite primordial e inquietante "soube coexistir com paisagens mais ligeiras e felizes, como algumas das pintadas nos anos de Angola, e com citações plásticas da história da arte, num jogo de grande prazer plástico, bem como com objetos dotados de flagrante poética, na sua simplicidade de materiais, de técnicas e no sobressalto imaginativo".
A 8 de junho de 2009, foi agraciado com o grau de Grande-Oficial da Antiga, Nobilíssima e Esclarecida Ordem Militar de Sant'Iago da Espada, do Mérito Científico, Literário e Artístico.
Em 2012, mudou-se de Lisboa para Vila Nova de Famalicão, para estar perto do seu espólio, guardado no Centro de Estudos do Surrealismo da Fundação Cupertino de Miranda, Fundação essa que o apoiou financeiramente até ao final dos seus dias. No entanto, devido ao isolamento em que se sentia, decidiu regressar a Lisboa, onde viveu os últimos tempos da sua vida na Casa do Artista. Na velhice, sofreu de degenerescência macular, o que o impedia de ler e de trabalhar.
Morreu a 8 de novembro de 2020 no Hospital de Santa Maria, em Lisboa.